# リンゴ酸オキシダーゼ
リンゴ酸オキシダーゼ（malate oxidase）は、ピルビン酸代謝酵素の一つで、次の化学反応を触媒する酸化還元酵素である。補酵素としてFADを用いる。
(S)-リンゴ酸 + O2 = オキサロ酢酸 + H2O2
反応式の通り、この酵素の基質は(S)-リンゴ酸と酸素、生成物はオキサロ酢酸と過酸化水素である。
組織名は(S)-malate:oxygen oxidoreductaseで、別名にFAD-dependent malate oxidase, malic oxidase, malic dehydrogenase IIがある。